# Düperthal Sicherheitstechnik
Die Düperthal Sicherheitstechnik GmbH & Co. KG ist ein deutscher Hersteller von Sicherheitsschränken und Systemen zur Lagerung von Gefahrgut mit Sitz im bayrischen Karlstein am Main. Das Unternehmen gehört zur Oerlinghausener Hanning Gruppe.

## Geschichte
1953 gründete Willy Düperthal in Karlstein ein Unternehmen zur Hersteller von Büroeinrichtungen. Anfang der 1970er Jahre suchte man bei der BASF nach einem Schrank für die Lagerung brennbarer Flüssigkeiten. Da auf dem Markt nichts Passendes zu finden war, fragte man bei Düperthal an, die BASF mit Büromöbeln belieferten und bereits einen selbstlöschenden Papierkorb entwickelt hatten. In Folge wurde bei Düperthal  ein Anforderungsprofil erarbeitet, welches später in die Formulierung der ersten DIN-Norm für Sicherheitsschränke (DIN 12925) einfloss und ein Schrank entwickelt, der sich bei Feuer selbst schloss und für eine gewisse Zeit geschlossen blieb. Dieser erste selbstschließende Sicherheitsschrank wurde patentiert und 1972 der Öffentlichkeit vorgestellt. Im Zuge dieser Entwicklung gründete Willy Düperthal im November 1972 die Düperthal Sicherheitstechnik GmbH und begann mit der Herstellung und dem Vertreib von Schränken und Behältern für die Lagerung feuergefährlicher Medien.
Im Jahr 2005 wurde das Unternehmen von der Hanning Elektro-Werke Beteiligungs GmbH übernommen und umstrukturiert. Hierzu wurde in Oerlinghausen die Düperthal Beteiligungs GmbH gegründet.
Ab 2009 konzentrierte sich das Unternehmen zusätzlich auf die Entwicklung zertifizierter Systemlösungen für die Lagerung von Gefahrstoffen unter Berücksichtigung der gültigen Normen und gesetzlichen Vorschriften.

## Unternehmen
Die Düperthal GmbH & Co. KG mit Sitz in Karlstein am Main und einer zweiten Produktionsstätte im ostwestfälischen Oerlinghausen gehört zur Hanning-Gruppe. Das Unternehmen produziert und vertreibt Lager- und Sicherheitsschränke für Gefahrstoffe sowie Systeme für Überwachung und Prozesssicherheit. In der Branche gilt es als Pionier und ist mit führend in Europa.
Düperthal Produkte werden in einer Reihe von Fachbüchern beispielhaft rezipiert. Das Unternehmen ist Inhaber einer Reihe von Patenten und Mitglied im Europäischen Normenausschuss.

## Produkte (Auswahl)
- Sicherheitsschränke nach DIN EN 14470-1 und EN 14727[4][5][6]
- Gasflaschenschränke nach DIN EN 14470-2[7]
- Entsorgungssysteme für Gefahrstoffe nach TRGS 509[8][9][1]
- Kanister für Gefahrstoffe
- Überwachungs- und Sicherheitssysteme für die Gefahrstofflagerung[10][11][12]
- Systeme zur Vernetzung und Fernabfrage von Gefahrstoffinformationen im Labor[10][11][13]